# Piewik gałązkowiec
Piewik gałązkowiec (Cicadetta montana) – gatunek pluskwiaka z rodziny piewikowatych. Występuje w Eurazji.

## Opis

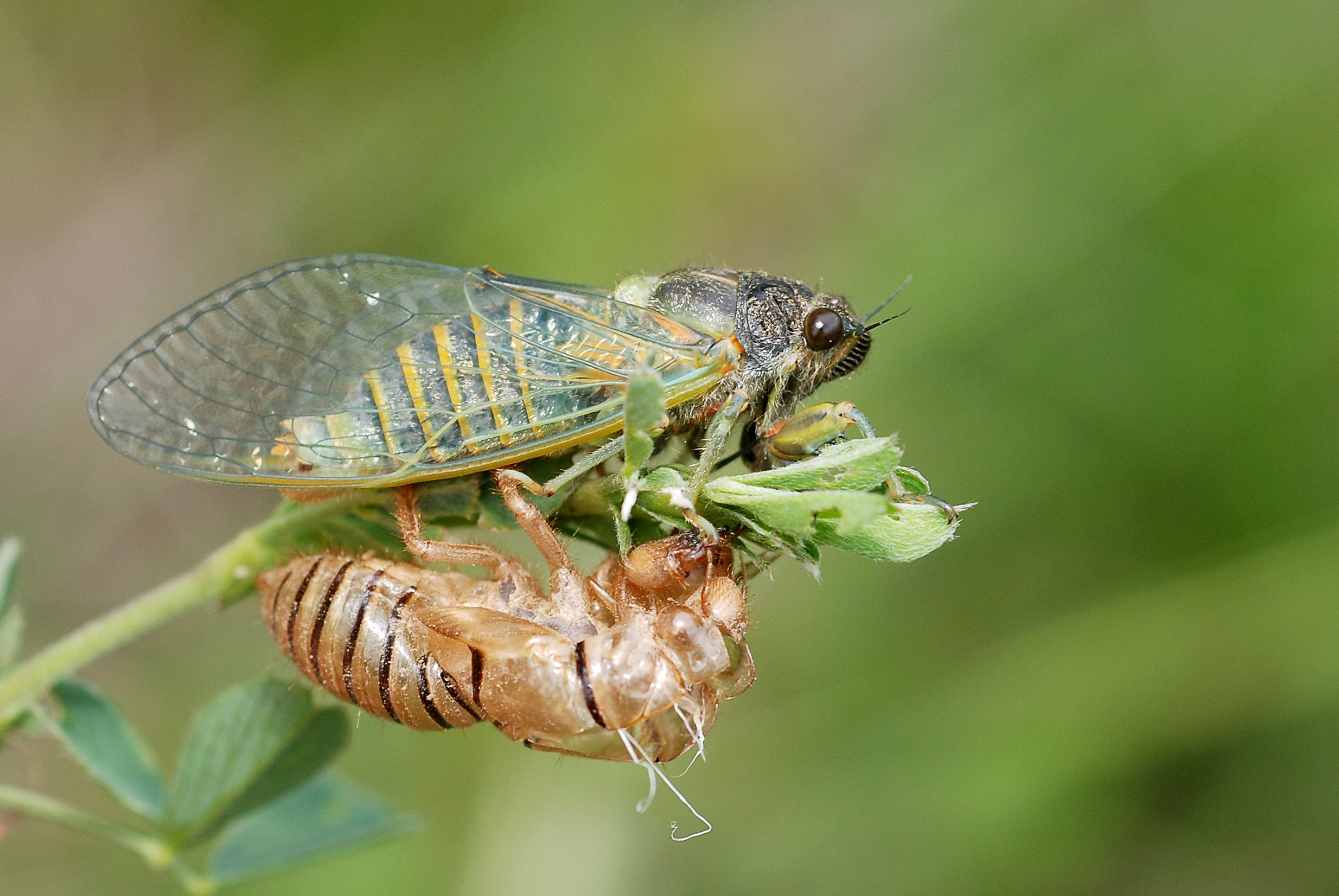
Piewik gałązkowiec z wylinką po przeobrażeniu

Pluskwiak ten osiąga od 16 do 20 mm długości ciała (od 23 do 28 mm razem ze złożonymi skrzydłami) i od 45 do 52 mm rozpiętości skrzydeł. Podstawowe ubarwienie ma wyraźnie czarne z ochrowożółtymi: spodem i rysunkami na przedpleczu i śródpleczu oraz czerwonymi obrzeżeniami tergitów odwłoka. Tło tarczki również jest czarne. Wierzchołki przednich skrzydeł cechują się delikatnym przydymieniem krawędzi. Śródtułów ma szerokość od 5,5 do 6 mm. Wieczkowate wyrostki (operculi) zatułowia samca są ku środkowi ciała wąsko wydłużone. Genitalia samca różnią się od tych u pokrewnego piewika podolskiego wąskim wyrostkiem brzuszno-bocznym pygoforu oraz edeagusem o półksiężycowatej podstawie i mającym połowę długości pygoforu wyrostku.
Piewik gałązkowiec należy do grupy kryptycznych gatunków określanej jako Cicadetta montana sensu lato. Pewne ich rozróżnienie bywa możliwe wyłącznie za pomocą analizy dźwięków wydawanych przez samce lub badań molekularnych. Pod względem dźwięków C. montana najbliżej do C. brevipennis i C. olympica.

## Biologia i występowanie
Jaja składane są w tkankach roślin zielnych, a wyklute larwy schodzą do ziemi, gdzie żywią się ssąc soki z korzeni. Ich rozwój trwa prawdopodobnie 2 lata. Owady dorosłe pojawiają się pod koniec kwietnia i spotykane są do połowy lipca. Przebywają na roślinach liściastych i iglastych. Samce grają melodyjnie i wysoko, od ranka do zachodu słońca.
Piewik ten zasiedla zakrzewione zbocza i poręby, na wysokości od 100 do 1600 m n.p.m. Rozprzestrzeniony jest co najmniej od Wielkiej Brytanii po irański Golestan.